# William Lacy Clay

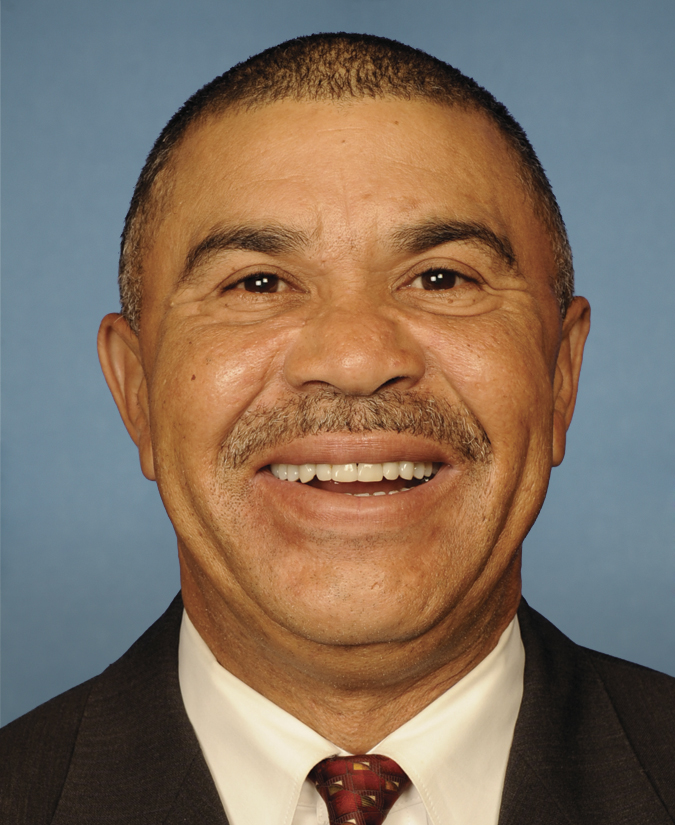
William Lacy Clay

William Lacy Clay, Jr (* 27. Juli 1956 in St. Louis, Missouri) ist ein US-amerikanischer Politiker der Demokratischen Partei. Von 2001 bis 2021 vertrat er den 1. Kongresswahlbezirk Missouris im Repräsentantenhaus der Vereinigten Staaten.

## Laufbahn
Clay wurde in St. Louis geboren, seine Familie zog jedoch, nachdem sein Vater Bill Clay in den Kongress gewählt worden war, nach Washington, D.C. Er besuchte die University of Maryland in College Park, wo er Politikwissenschaft studierte. Im Jahr seines Abschlusses, 1983, wurde er bereits in das Repräsentantenhaus von Missouri gewählt, 1991 dann in den Senat des Bundesstaates.
Als sein Vater sich im Jahr 2000 nach 32 Jahren im Kongress aus der Politik zurückzog, trat der Sohn für seine Nachfolge an und setzte sich in der Vorwahl überraschend deutlich gegen seine demokratischen Mitbewerber durch. Clay lehnte den Irakkrieg von Anfang an ab. Von Beginn an war er Mitglied des Oversight and Government Reform Committee, einem Ausschuss des Repräsentantenhauses, und war zeitweise Vorsitzender des Unterausschusses für Informationspolitik. Er war zudem Mitglied des Financial Services Committee.
Er wurde zehn Mal wiedergewählt, stets mit über 70 Prozent, bei der Hauptwahl im November 2000 gewann er erneut den Sitz im Repräsentantenhaus und trat sein Mandat am 3. Januar 2001 an. Bei der Vorwahl 2018 siegte er mit 56,70 % gegen Cory Bush (36,91 %) und gewann in der Hauptwahl gegen den Republikaner Robert Vroman mit 80,10 %.  Sein aktuelles Mandat lief am 3. Januar 2021 aus.
Bei den Vorwahlen 2020 verlor er als Amtsinhaber mit 45,53 % knapp gegen die progressive Black-Lives-Matter-Aktivistin Cori Bush, welche die Unterstützung der lokalen Ortsgruppe der Democratic Socialists of America hatte, mit 48,60 %. Damit endete die 52-jährige politische Clay-Dynastie und der „Squad“ um die demokratische Sozialistin Alexandria Ocasio-Cortez bekam ein neues Mitglied.